# Trieszti-öböl
A Trieszti-öböl (olaszul: Golfo di Trieste, szlovénül: Tržaški zaliv, horvátul: Tršćanski zaljev) egy tengeröböl az Adriai-tenger északkeleti részén.

## Geográfiája
Az öböl a legnagyobb partmenti városa, Trieszt után kapta a nevét. Az öböl partvonala a Felső-Adria mentén az Isonzó Grado-félszigeten lévő torkolatától az olasz Trieszt, a szlovén Koper, Izola és Piran településeken át az Isztriai-félszigeten lévő Savudrija-fokig, (Savudrija, Horvátország) terjed. A tengerben az olaszországi Tagliamento-fok és a horvátországi Savudrija-fok közötti képzeletbeli vonal az öböl déli határa. Az öböl partvonalának hosszát 46,6 km-ben adják meg.
A Trieszti-öböl teljes vízfelülete 550 km², átlagos vízmélysége 18,7 m. A legmélyebb pontja Piran közelében van, itt 37 m mély a víz. Az öblei (melyeket az olaszban a Golfo vagy Baia, a szlovénben zaliv szóval jelölnek) a Golfo di Panzano (a Foce del Timavóval és a kis Golfo di Sistianával), a tényleges Trieszti-öböl, a Baia di Muggia, a kis Baia di San Bartolomeo, a Koperi-öböl (Kopriski Zaliv) valamint a Pirani-öböl (Piranski Zaliv).
A partok előtti vizenyős területek közé tartoznak a Foce dell’Isonzo, a Riva Lungo Monfalcone közelében, a Karszt sziklás partszakasza Duino (Duino-Aurisina része) és Trieszt között, a Muggia-félsziget, a Szlovén-riviéra (Slovenska obala) a Bonifikával (a Rižana torkolatával Ankaran és Koper között a sólápokkal) valamint Piran- és Savudrija-félszigetekkel; utóbbi az Isztriai-riviérához tartozik.
A Laguna di Grado lapos szigeteinek kivételével az öbölben nincsenek szigetek.
Az öböl tengeráramlatának haladási iránya az óramutató járásával ellentétes. Átlagos sebessége 0,8 csomó (1,5 km/h). Az árapály mértéke az öbölben nem haladja meg a 60 cm-t, de ezzel is az Adriai-tengerben a legnagyobbnak számít.
Az öböl vizének átlagos sótartalma 37–38 ‰, nyáron azonban 35 ‰ alá süllyed.

## Fordítás
- Ez a szócikk részben vagy egészben  a   Golf von Triest című német Wikipédia-szócikk ezen változatának fordításán alapul.  Az eredeti cikk szerkesztőit annak laptörténete sorolja fel. Ez a jelzés csupán a megfogalmazás eredetét és a szerzői jogokat jelzi, nem szolgál a cikkben szereplő információk forrásmegjelöléseként.

## Linkek
- Golf von Triest (Német útikalauz Trieszt városába)
- Welcome to Trieste (Angol útikalauz Trieszt városába)